# Baeksu-eup
Baeksu-eup (koreanska: 백수읍) är en köping i kommunen Yeonggwang-gun i provinsen Södra Jeolla i den sydvästra delen av Sydkorea, 260 km söder om huvudstaden Seoul. 